# Eutelsat 48A
Eutelsat 48A – satelita telekomunikacyjny z serii Hot Bird należący do konsorcjum Eutelsat, wyniesiony na orbitę 21 listopada 1996 pod nazwą Hot Bird 2.

## Budowa
Zaprojektowany i zbudowany został przez firmy British Aerospace i Matra Marconi (obecnie część EADS Astrium), był pierwszym egzemplarzem modelu Eurostar-2000+ wyniesionym w przestrzeń kosmiczną. Posiada 20 transponderów dużej mocy (110 W) pracujących w paśmie Ku. Dwa rozkładane panele ogniw słonecznych są w stanie dostarczyć do 5,5 kW mocy.

## Przebieg misji
Umieszczony na orbicie geostacjonarnej (nad równikiem), pierwotnie pracował na pozycji 13 stopni długości geograficznej wschodniej jako Hot Bird 2. Od 2007 nadawał na pozycji 9°E pod nazwą Eurobird 9, jednak w 2009 roku, po rozpoczęciu tam pracy przez satelitę Hot Bird 7A (obecnie Eutelsat Hot Bird 13E), przeniesiono go na 48°E i zmieniono jego nazwę na W48. Obecną nazwę Eutelsat 48A otrzymał 1 marca 2012 w ramach ujednolicenia nazw satelitów przez Eutelsat.
Eutelsat 48A nadaje programy telewizyjne oraz zajmuje się transmisją danych i usługami multimedialnymi. Sygnał z satelity odbierany jest obecnie w Europie Centralnej, na Bliskim Wschodzie i w Azji Centralnej. Jego żywotność zaplanowano na 15 lat, czyli czas jego pracy zbliża się ku końcowi.